# Jeremy Dyson
Jeremy Dyson (Leeds, 14 giugno 1966) è un attore, scrittore e sceneggiatore britannico, noto principalmente come membro della League of Gentlemen insieme ai colleghi comici Reece Shearsmith e Mark Gatiss ed al co-sceneggiatore Steve Pemberton.

## Biografia
Nato nello Yorkshire da Elaine Saville e Melvin Dyson, Jeremy ha un fratello maggiore (Andrew) e una sorella minore (Jane). Ha studiato Filosofia all'Università di Leeds, dopodiché ha completato un master in Sceneggiatura alla Northern School of Film and Television. Precedentemente ha vissuto a Londra, nel quartiere di Highbury, ma ora vive nella cittadina di Ilkley nel West Yorkshire.

## Carriera
Oltre alla partecipazione alla League of Gentlemen con i colleghi conosciuti ai tempi della scuola di arte drammatica Bretton Hall, Dyson è noto come co-creatore dello spettacolo del West End Ghost Stories. La League of Gentlemen ha avuto inizio come spettacolo teatrale nel 1995, trasferito nel 1997 su BBC Radio 4 con il nome di On the Town with the League of Gentlemen. Nel 1999, poi, è diventato uno show televisivo su BBC Two che ha anche vinto un British Academy Television Award, un Royal Television Society Award e la prestigiosa Rosa d'Oro di Montreux.
Dyson ha anche scritto diversi libri, tra cui Bright Darkness: Lost Art of the Supernatural Horror Film (una guida ai film horror), due raccolte di racconti brevi intitolate Never Trust a Rabbit (inserite in lista per il Premio Macmillan) e The Cranes That Build The Cranes, che ha vinto il Premio Edge Hill 2010. Il 6 aprile 2006 ha pubblicato un romanzo intitolato What Happens Now, che ha ottenuto buone critiche ed è stato nominato per il Premio Goss First Novel.
Nel 2005 ha creato, insieme a Simon Ashdown, la serie televisiva nominata ai Premi BAFTA Funland, messa in onda su BBC Three. Nel 2008, invece, ha scritto l'episodio "Billy Goats Gruff" della serie di BBC Fairy Tales.
Dal 2007 al 2010 è stato direttore della sceneggiatura e autore del programma vincitore di Premio BAFTA The Armstrong and Miller Show, di BBC One, per il quale ha creato i licenziosi Flanders & Swann (una parodia di Brabbins & Fyffe), lo storico imbranato Dennis Lincoln Park, le critiche commercianti di lingerie Lisa e Yvonne, oltre che gli sketch intitolati "Kill Them".
Nel 2010 è stato direttore della sceneggiatura della sitcom di BBC Two Grandma's House, mentre nel 2012 di Dead Boss e di Walking and Talking di Sky Atlantic.
A causa di una dichiarata scarsa abilità nella recitazione, Dyson non appare spesso nella serie televisiva di The League of Gentlemen o nei suoi spin-off, ad eccezione di alcuni camei. Nell'adattamento cinematografico è stato interpretato da Michael Sheen, sebbene compaia brevemente in alcune scene.
L'attore è particolarmente interessato all'opera sovrannaturale dello scrittore inglese Robert Aickman, che ha adattato su diversi mezzi.
Oltre alla carriera come attore e scrittore, Dyson suona anche la tastiera in un gruppo pop che si chiama Rudolf Rocker, inoltre negli anni '80 è stato membro della band di Leeds Flowers For Agatha.
L'attore è anche patrono dell'organizzazione di beneficenza No Panic.
Insieme a Andy Nyman, ha scritto e diretto la produzione teatrale a tema sovrannaturale Ghost Stories, che ha superato i record di vendite ai botteghini dei teatri Liverpool Playhouse e Lyric Hammersmith, dove è stato messo in scena per la prima volta tra febbraio e aprile 2010. Lo spettacolo è stato trasferito al Duke of York's Theatre nel West End londinese a giugno 2010, dove è stato messo in scena per 13 mesi consecutivi. A gennaio del 2011 è tornato in scena al Lyric Hammersmith con Roald Dahl's Twisted Tales, il primo adattamento teatrale della raccolta di racconti brevi di Roald Dahl Storie impreviste.
Nel 2013, Dyson ha collaborato come direttore della sceneggiatura nel thriller-commedia di BBC Two The Wrong Mans, scritta da James Corden, Mathew Baynton e Tom Basden. Il programma tratta di due umili impiegati d'ufficio che finiscono involontariamente coinvolti in una cospirazione.

## Filmografia
- Ghost Stories, regia di Andy Nyman e Jeremy Dyson (2017)